# 维莱苏萨伊
维莱苏萨伊（法語：Villers-sous-Ailly，法語發音：[vilɛʁ su.z‿aji]，意为“阿伊下方的维莱”）是法国上法蘭西大區索姆省的一个市镇，属于阿布维尔区。

## 地理
维莱苏萨伊（50°3'42"N, 2°1'0"E）面积6.26 平方千米，位于法国上法蘭西大區索姆省，该省份为法国北部沿海省份，北起加来海峡省和北部省，西接滨海塞纳省和大西洋英吉利海峡，南至瓦兹省，东临埃纳省。
与维莱苏萨伊接壤的市镇（或旧市镇、城区）包括：阿伊勒欧克洛谢、布雄、布吕康、隆村、穆夫莱尔、沃谢勒莱多马尔。
维莱苏萨伊的时区为UTC+01:00、UTC+02:00（夏令时）。

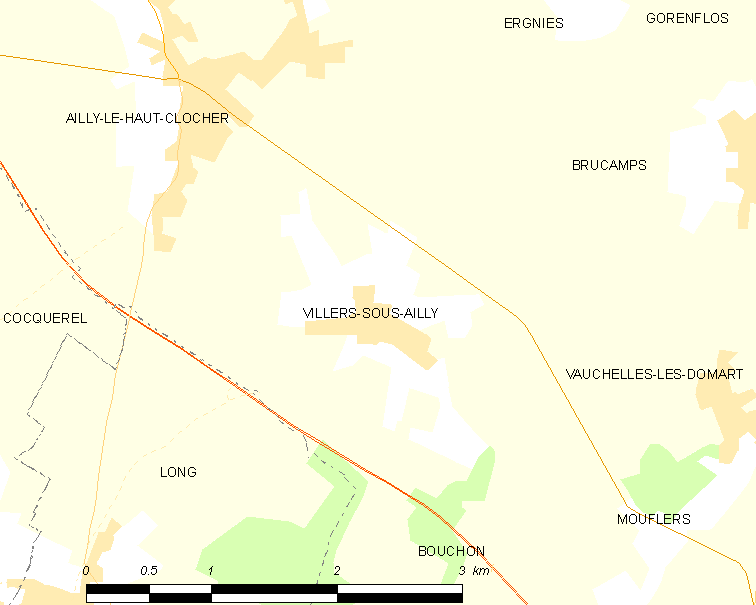
维莱苏萨伊的OSM定位图

## 行政
维莱苏萨伊的邮政编码为80690，INSEE市镇编码为80804。

## 政治
维莱苏萨伊所属的省级选区为吕镇县。

## 人口

1962-2008年间维莱苏萨伊人口变化图示

维莱苏萨伊于2022年1月1日时的人口数量为174人。